# Lagledare
Lagledare är en roll som beskriver en person som leder ett lag eller en verksamhet. Begreppet förekommer framför allt inom idrott men förekommer även i arbetslag inom ideell verksamhet och näringslivet där laget har en utsedd ledare som  formellt inte är chef.
Inom idrotten är det en idrottsledare som är ansvarig för ett lag. Lagledaren är vanligt förekommande i Sverige inom amatöridrott där varje enskilt lag inom en klubb har en lagledare, till exempel, för junior, ungdom, dam- och herrlagen. Lagledaren är den person som ansvarar planering av lagets verksamhet, såsom träning, transporter, sammankomster, laguttagning samt matchning.
I större och professionella klubbar på elitnivå delar man ofta upp lagledarens roller i flera. Där är oftast lagledaren underställd en manager med helhetsansvar för klubben samt att man har separata tränare som ansvarar för lagets och lagmedlemmarnas träning.
På amatörnivå inom svenskt idrott används begreppet lagledare ofta för både managerrollen och tränarrollen.